# استان آیوتتایا
استان آیوتتایا  نام کامل آن فرا ناخون سی آیوتایا (به انگلیسی Phra Nakhon Si Ayutthaya ) یا به اختصار آیوتایا یکی از استانهای کشور تایلند است.

## جغرافیا
مساحت آن ۲٬۵۵۶ کیلومترمربع می‌باشد.
جمعیت این استان در سال ۲۰۰۸ بالغ بر ۷۶۹۰۰۰ نفر برآورد شده است .
استان آیوتتایا از نظر تقسیمات کشوری بخشی از ناحیه مرکزی تایلند به حساب می آید.
مرکز این استان شهر پرا ناخون سی آیوتایا است.

## نواحی

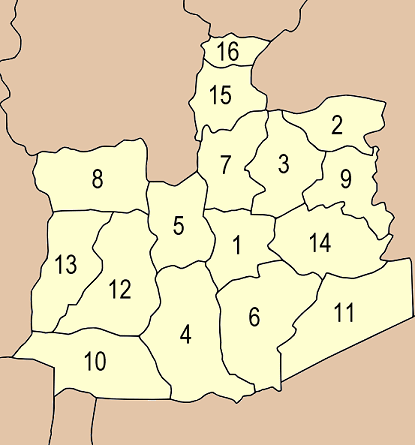

1. Phra Nakhon Si Ayutthaya
2. Tha Ruea
3. Nakhon Luang
4. Bang Sai (บางไทร)
5. Bang Ban
6. Bang Pa-in
7. Bang Pahan
8. Phak Hai
9. Phachi
10. Lat Bua Luang
11. Wang Noi
12. Sena
13. Bang Sai (บางซ้าย)
14. Uthai
15. Maha Rat
16. Ban Phraek